# 日本鼩鼴族
日本鼩鼴族（學名：Urotrichini）是鼩鼱亚目鼴科鼴亞科（Talpidae）的成员，只在日本生活，是日本的特有種。

## 分類
日本鼩鼴族之下本來只有一個屬一個種，即日本鼩鼴屬，但現時這個屬再細分成為兩個不同的屬：
- 日本鼩鼴族(Urotrichini)
  - 毛吻鼩鼴屬(Dymecodon)
  - 日本鼩鼴屬(Urotrichus)